# Biotopo risorgive di Zarnicco
Le risorgive di Zarnicco sono un biotopo del Friuli-Venezia Giulia istituito come area naturale protetta nel 1998.
Occupa una superficie di 47 ha nella provincia di Udine.